# Richū
Cesarz Richū (jap. 履中天皇 Richū tennō) – 17. cesarz Japonii według tradycyjnego porządku dziedziczenia. Richū panował w latach 400-405.
Mauzoleum cesarza Richū znajduje się w Sakai w prefekturze Osaka. Nazywa się ono Mozu no Mimihara no minami no misasagi.